# Harry Sidebottom
Harry Sidebottom – brytyjski historyk i pisarz.
Syn trenera jeździectwa z Newmarket, studiował archeologię i zdobył stopień doktora historii antycznej w oksfordzkim Corpus Christi College. Pracuje jako wykładowca historii antycznej w Lincoln College w Oksfordzie.
Jego pierwsza książka, Ancient Warfare: A Very Short Introduction została wydana w 2004.
Zachęcony przez swego agenta, od 2006 pisze serię powieści o Marku Balliście (cykl "Wojownik Rzymu"), anglosaskim oficerze rzymskiej armii w III wieku. Początkowo planowana jako trylogia, seria została bardzo dobrze przyjęta i jest przedłużana. Dotychczas ukazały się:
1. Ogień na Wschodzie (Rebis, II wydanie 2011, przeł. Marta Dziurosz)
2. Król królów (Rebis, 2010, przeł. Marta Dziurosz)
3. Lew Słońca (Rebis, 2011, przeł. Marta Dziurosz)
4. Wrota Kaspijskie[1] (Rebis, 2012, przeł. Marta Dziurosz)
5. Wilki Północy (Rebis, 2013, przeł. Marta Dziurosz)
6. Bursztynowy Szlak (Rebis, 2014, przeł. Marta Dziurosz)

Od 2003 jest krytykiem w Times Literary Supplement. Występuje też w programie Ancient Discoveries History Channel